# Dogern
Dogern ist eine Gemeinde im Landkreis Waldshut in Baden-Württemberg.

## Geografie

### Lage
Dogern ist eine der wenigen Siedlungen am Hochrhein, die an der Grenze zur Schweiz nicht direkt am Fluss liegt. In Folge eines Hochwassers Mitte des 18. Jahrhunderts wurde das einstige Fischerdorf vom Rhein nordwärts an seine heutige Position hin verlagert.
In Dogern zweigt auf der eigenen, rechten Rheinseite der Kanal für das Laufwasserkraftwerk Albbruck-Dogern ab. Der dadurch entstandene Stauraum (Aubecken) wird vom Schluchseewerk als Ausgleichsweiher für das Pumpspeicherkraftwerk Albbruck-Dogern genutzt.
Auf der anderen Rheinseite liegt das schweizerische Kernkraftwerk Leibstadt (KKL). Die Kühlung des 1984 in Betrieb gegangenen Werkes erfolgt durch einen 144 Meter hohen Naturzug-Nasskühlturm.

### Nachbargemeinden
Im Westen und Norden grenzt Dogern an Ortsteile der Nachbargemeinde Albbruck, im Nordosten und Osten an die Stadt Waldshut-Tiengen und ihre Stadtteile. Südlich und südwestlich des Rheins liegen die Schweizer Nachbargemeinden Full-Reuenthal, Leibstadt und Schwaderloch im Kanton Aargau.

### Gemeindegliederung
Zur Gemeinde gehören das Dorf Dogern, die Höfe Auhof, Rüttehof und Weihermatten und die Häuser Bei den Rheinhäusern (Am Rhein-Rheinweg) und Steingrube (Moosmatte).

## Geschichte
Die erste urkundliche Erwähnung von Dogern findet sich 1128 durch die Erwähnung eines Henricus a Dorgern. Im Jahre 1284 schenkten Graf Ludwig von Frohburg-Homberg und dessen Gemahlin Gräfin Elisabeth von Rapperswil das Dorf der Johanniterkommende Leuggern. Diese verkaufte ihre Rechte im Jahr 1335 an das 1309 gegründete Kloster Königsfelden. 1468 wurde in Dogern der Waldshuterkrieg durch den Abschluss der sogenannten Waldshuter Richtung beendet. Als im Zuge der Reformation in der Stadt und Republik Bern im Jahre 1528 das Kloster Königsfelden aufgelöst wurde, übernahm Bern die Rechte und Besitzungen in Dogern, welche es 1684 an das Kloster St. Blasien verkaufte. Mit der Säkularisation wurde das Kloster 1806 aufgelöst, und Dogern fiel an das Großherzogtum Baden.

## Politik

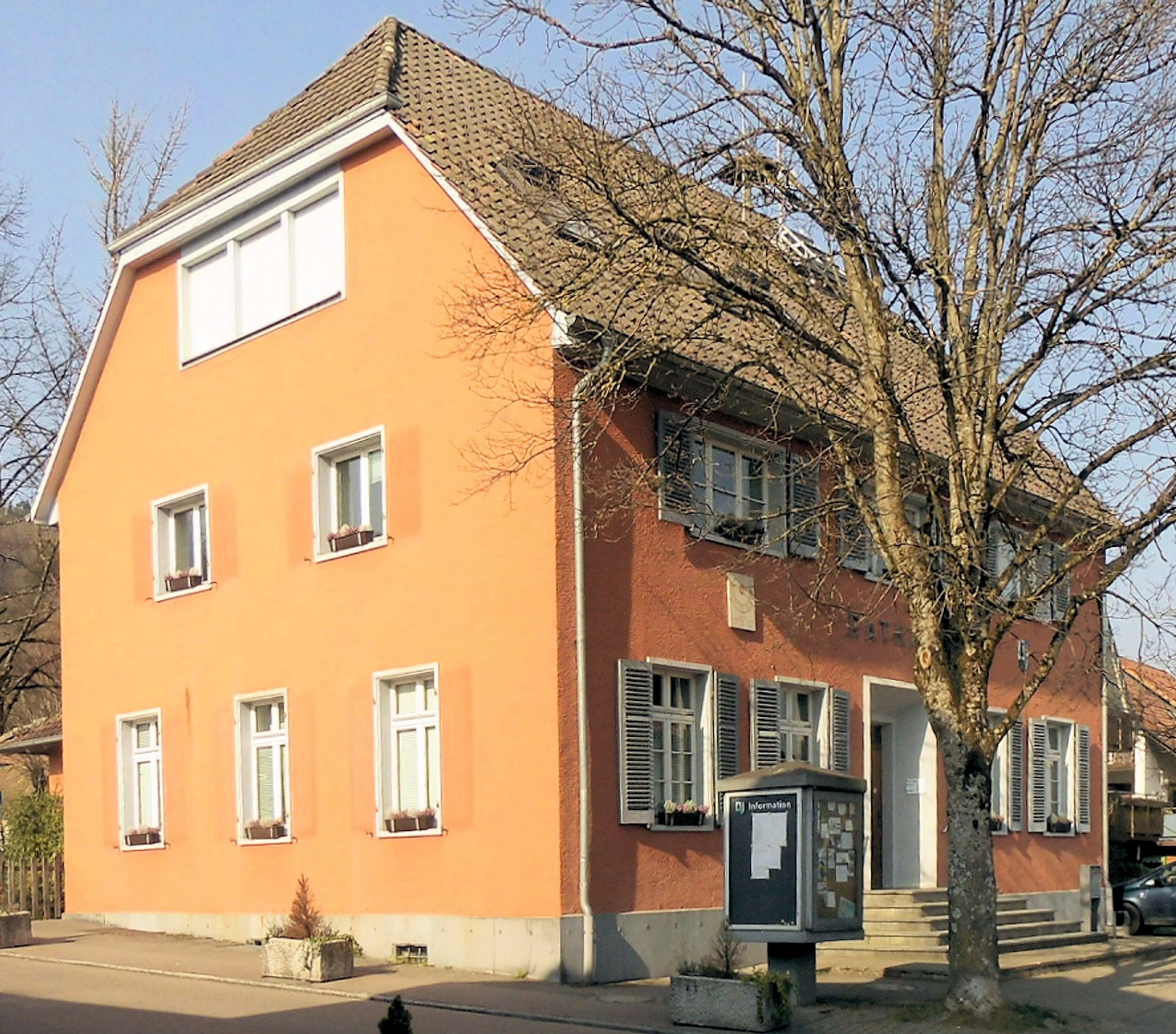
Rathaus Dogern

### Gemeinderat
Der Gemeinderat in Dogern besteht aus den 12 gewählten ehrenamtlichen Gemeinderäten und dem Bürgermeister als Vorsitzendem. Der Bürgermeister ist im Gemeinderat stimmberechtigt. 
- Bei der Kommunalwahl am 9. Juni 2024 wurde der Gemeinderat durch Mehrheitswahl gewählt.[6] Mehrheitswahl findet statt, wenn kein oder nur ein Wahlvorschlag eingereicht wurde. Die Bewerber mit den höchsten Stimmenzahlen sind dann gewählt. Die Wahlbeteiligung betrug 67,01 (2019: 66,17 %).

- Bei der Kommunalwahl 2019 waren noch drei Listen angetreten: 
  - Freie Wähler: 34,65 %, 4 Sitze
  - CDU: 46,27 %, 6 Sitze
  - Nachhaltigkeitsliste: 19,08 %, 2 Sitze

### Bürgermeister
Fabian Prause wurde am 1. Oktober 2017 mit 95,5 % der gültigen Stimmen zum Bürgermeister der Gemeinde gewählt.

### Verwaltungsgemeinschaft
Dogern bildet zusammen mit den Gemeinden Weilheim und Lauchringen eine Vereinbarte Verwaltungsgemeinschaft mit der Stadt Waldshut-Tiengen.

### Wappen
| Wappen der Gemeinde Dogern | Blasonierung: „In gespaltenem Schild vorn in Silber (Weiß) auf grünem Boden eine grüne Tanne, hinten in Blau ein zunehmender goldener (gelber) Mond mit Gesicht.“ |
| Wappen der Gemeinde Dogern | Wappenbegründung: Bis ungefähr zur Mitte des 19. Jahrhunderts führte Dogern im Gemeindesiegel das Wappen des Großherzogtums Baden. Ende des 19. Jahrhunderts erschien im Siegel ein Halbmond, dessen Bedeutung unbekannt ist. Möglicherweise handelt es sich um das Dorfzeichen. Im Jahre 1906 nahm die Gemeinde auf Vorschlag des Generallandesarchivs das heutige Wappen an. Mit dem bereits in den Siegeln verwendeten Mond wurde die Tanne, das Wappenbild der Grafschaft Hauenstein übernommen. |

### Partnerschaft
Dogern verbindet seit 1988 eine Partnerschaft mit der französischen Gemeinde Le Grand-Lemps im Département Isère.

## Kultur und Sehenswürdigkeiten

### Kirche St. Clemens

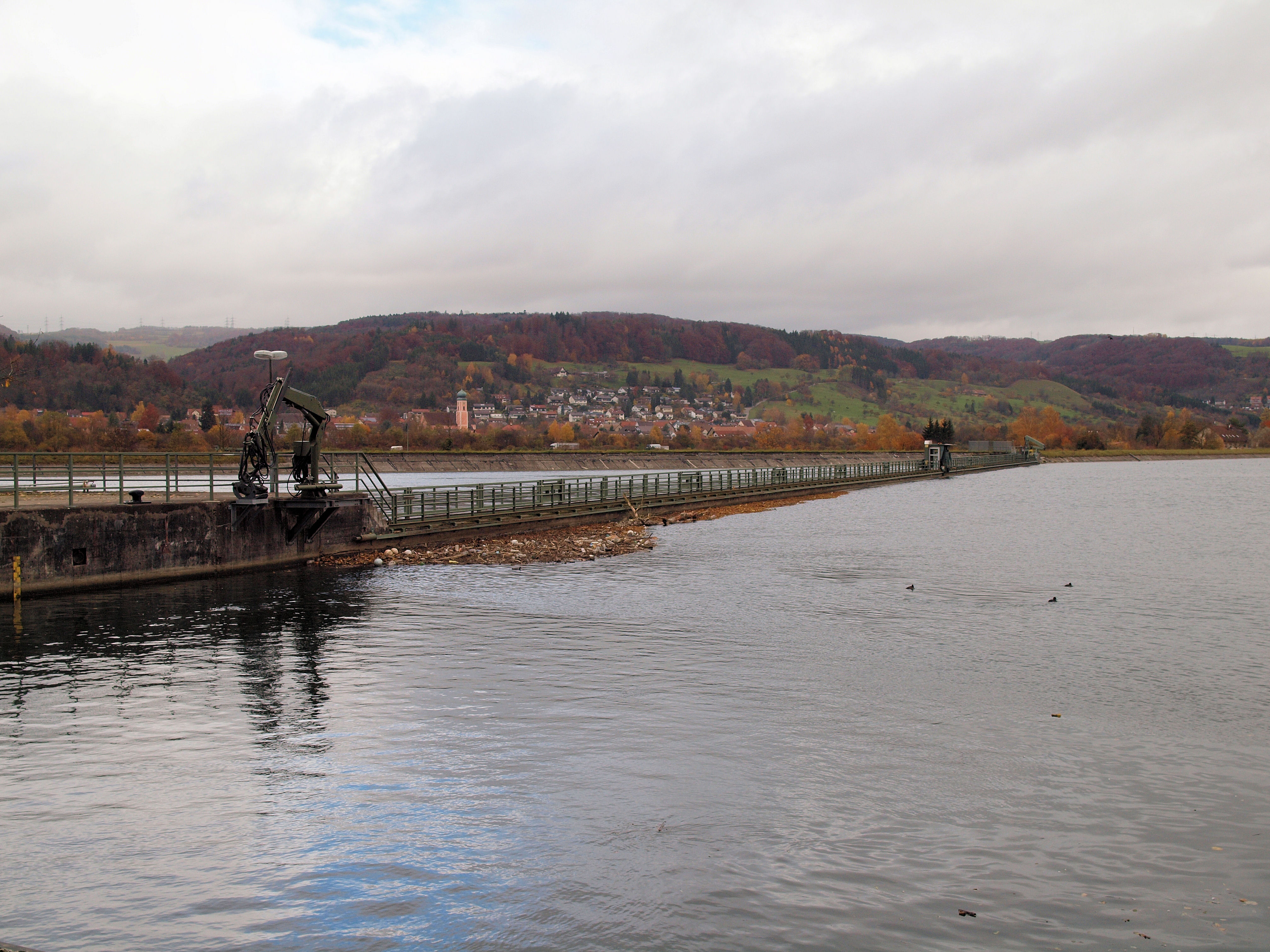
Blick vom Rhein auf Dogern

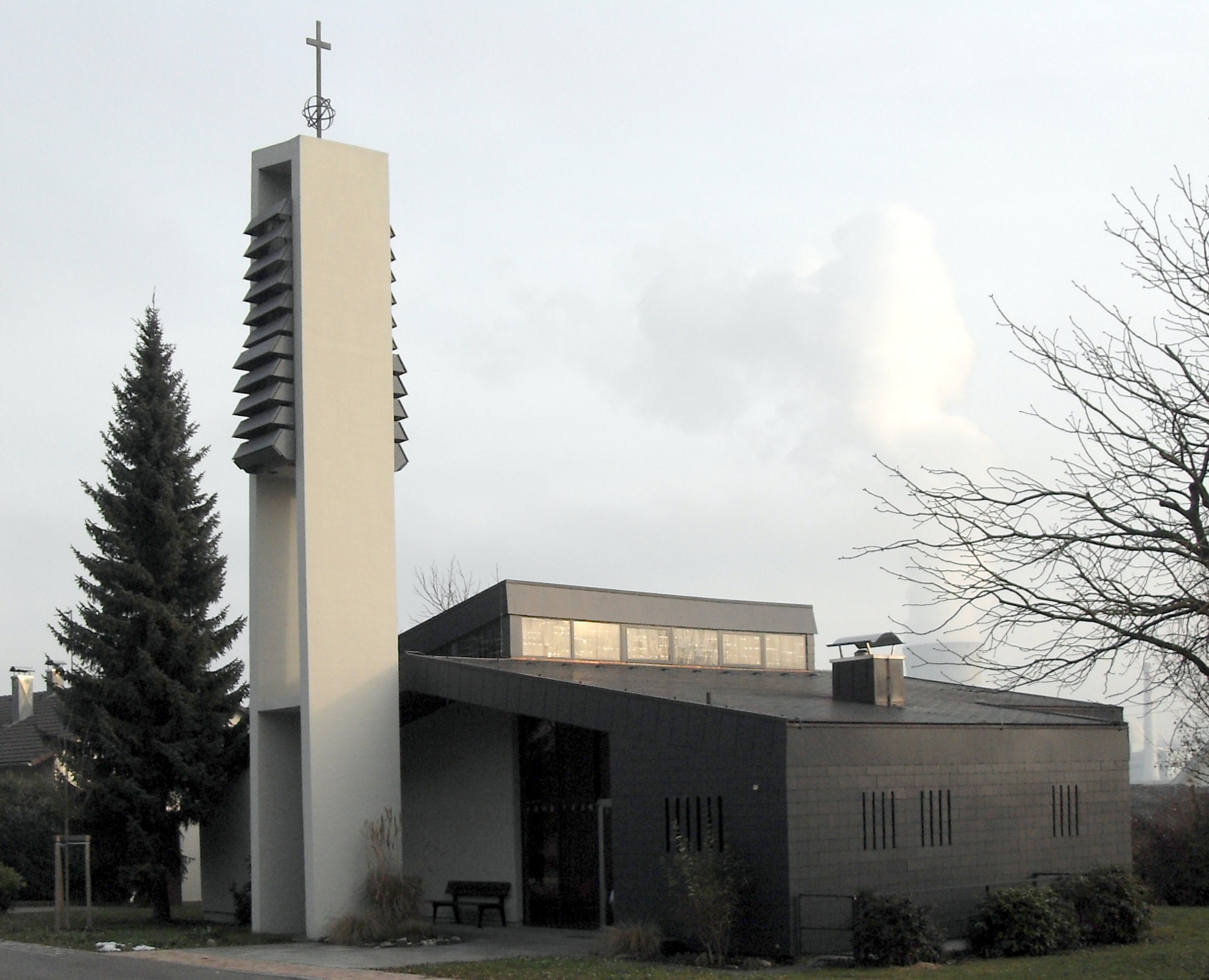
Evangelische Kirche Dogern

Nach der Verlegung des Dorfes wegen immer wieder auftretender Hochwasser befanden sich nur noch Kirche und Friedhof nahe am Fluss. Nach einem erneuten großen Hochwasser um 1765 entstand die heutige Kirche St. Clemens durch den Baumeister Ferdinand Weitzenegger; sie wurde 1767 fertiggestellt und am 19. Juli 1775 vom Konstanzer Weihbischof, Baron von Hornstein, konsekriert.

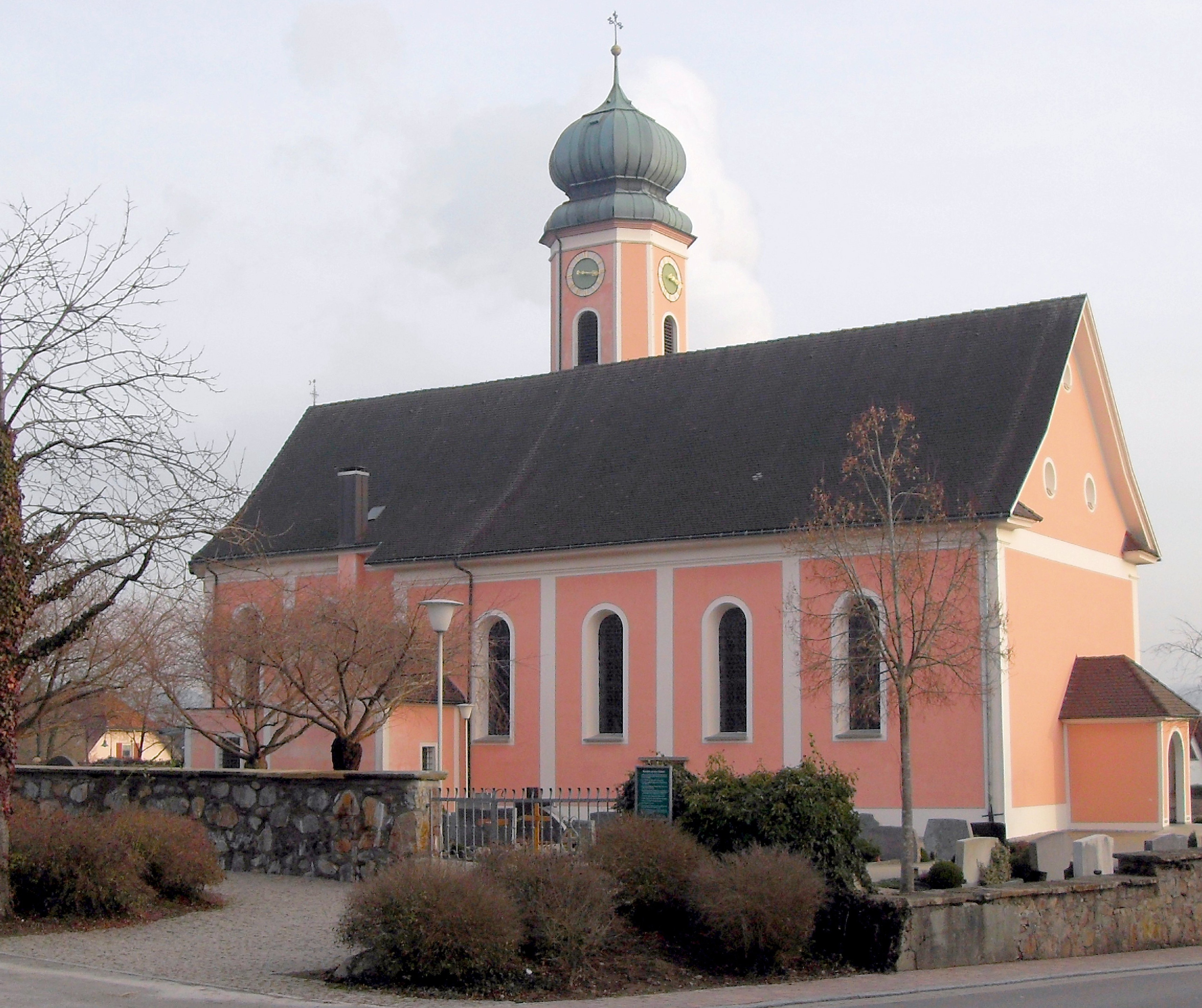
Nordwestseite
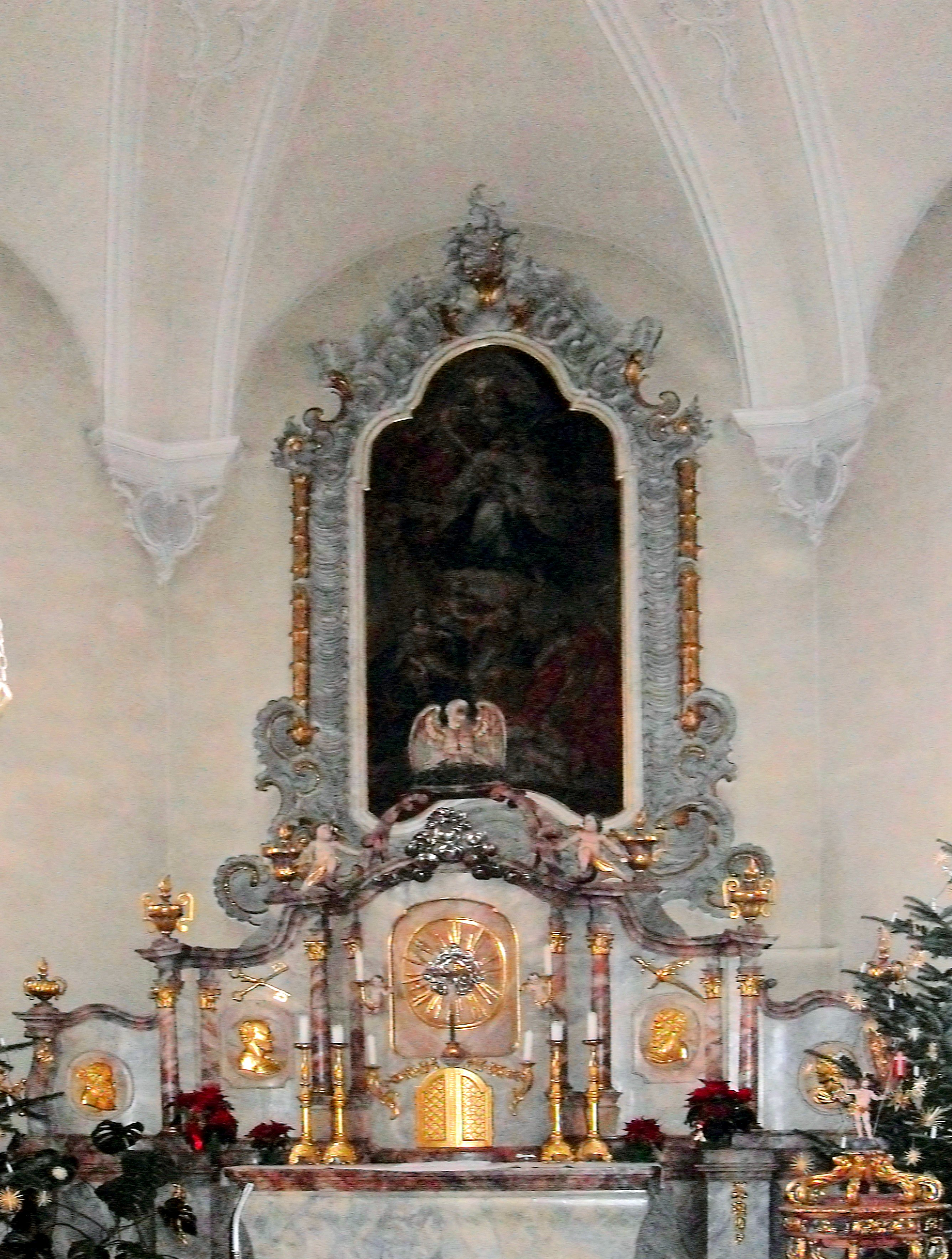
Altar
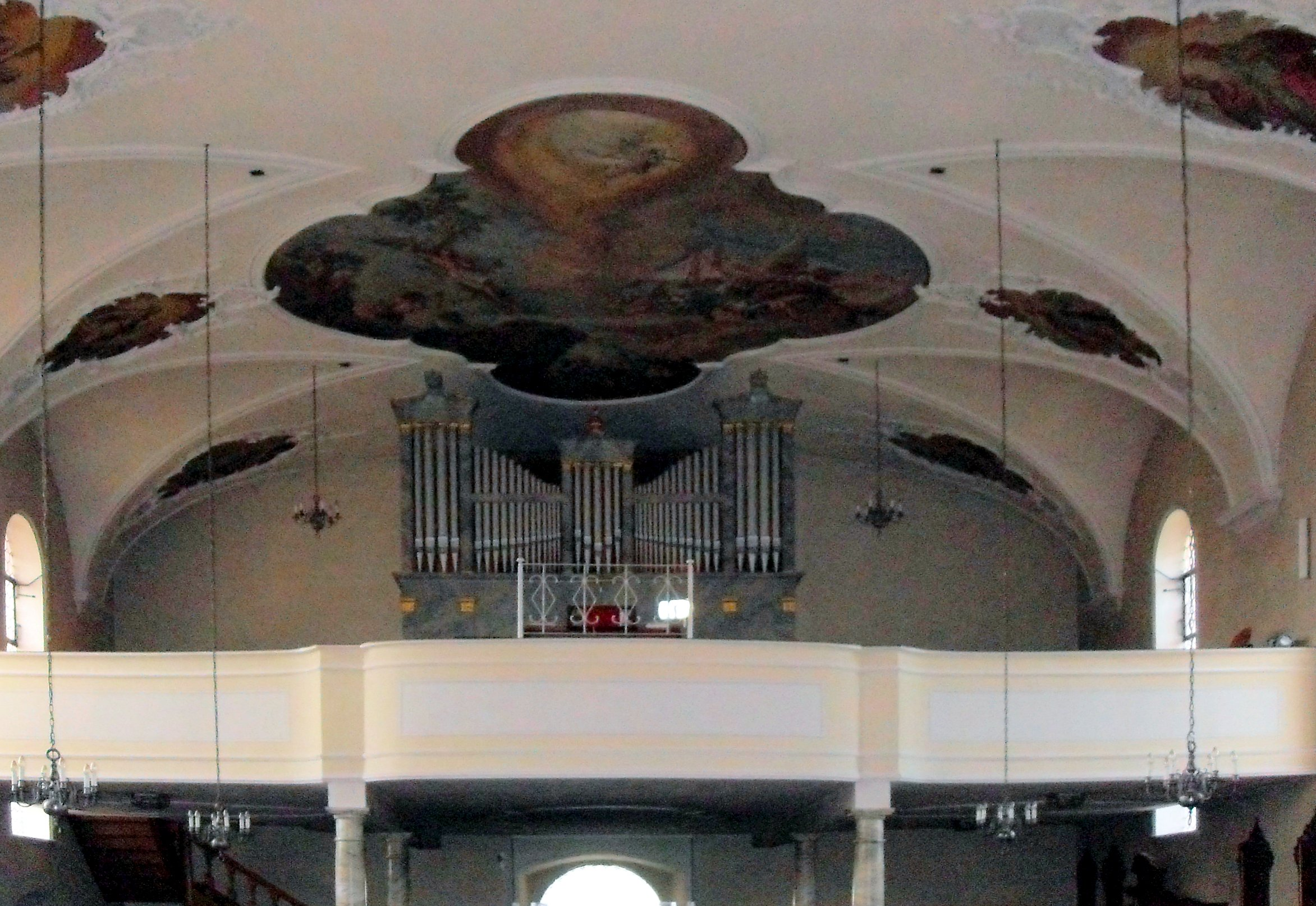
Orgel

## Wirtschaft und Infrastruktur
Dogern war früher überwiegend von der Landwirtschaft geprägt. Inzwischen hat sich die Gemeinde zu einer Wohngemeinde der nahen Kreisstadt Waldshut-Tiengen entwickelt.
Größter Arbeitgeber ist der Büromöbelhersteller Sedus Stoll AG. Zu nennen ist auch der überregional bekannte Möbelmarkt Dogern.

### Verkehr

#### Bahnverkehr
Am Bahnhof Dogern halten stündlich Regionalbahnen Basel–Waldshut–Lauchringen der DB Regio AG; wochentags zu den Hauptverkehrszeiten verkehren Züge sogar alle halbe Stunde.

#### Radverkehr
Durch eine Alltagsroute aus dem Radnetz Baden-Württemberg ist Dogern mit Waldshut-Tiengen und über Albbruck und Laufenburg (Baden) mit Bad Säckingen verbunden.
Durch Dogern verlaufen die folgenden Landes-Radfernwege: 
- Der baden-württembergische Rheinradweg von Konstanz bis Mannheim ist Teil des Rheinradwegs, der von der Quelle des Rheins am Oberalppass im Schweizer Kanton Graubünden bis zur Mündung bei Rotterdam führt. Er verläuft von Waldshut kommend nach Dogern und weiter über Laufenburg nach Bad Säckingen. Er ist am Hochrhein ausgewiesen als Eurovelo-Route 6 (Atlantik - Schwarzes Meer) und 15 (Rheinradweg)[12] und als D-Routen 6 (Donauroute) und 8 (Rhein-Route)[13].
- Der Südschwarzwald-Radweg führt auf derselben Trasse durch Dogern. Er führt als Rundweg von Hinterzarten über Waldshut-Tiengen, Basel und Freiburg rund um den Naturpark Südschwarzwald.

#### Fernstraßen
Die Gemeinde Dogern liegt an der Bundesstraße 34 zwischen Basel und Schaffhausen und an der Hochrheinbahn Basel–Singen (Hohentwiel). 
Die Entfernungen zu größeren Städten betragen 50 km nach Basel, 80 km nach Freiburg im Breisgau, 90 km nach Konstanz und 50 km nach Zürich.

### Medien
In Dogern ist die Zeitung Südkurier vertreten. Dazu kommt das Anzeigenblatt Hochrhein Anzeiger. Für den Südwestrundfunk ist das Radiostudio in Waldshut zuständig.

### Persönlichkeiten
- Athanasius Gerster (1877–1945), Ordensgeistlicher